# Stefan Aigner
Stefan Aigner (München, 20 augustus 1987) is een Duits voetballer die bij voorkeur als rechtsbuiten speelt. Hij verruilde in juli 2018 Colorado Rapids voor KFC Uerdingen 05.

## Clubcarrière
Aigner debuteerde in 2006 in het profvoetbal als speler van Wacker Burghausen. Hij tekende een jaar later bij Arminia Bielefeld, op dat moment actief in de Bundesliga. Hiervoor speelde hij in twee jaar tijd vijf competitiewedstrijden, waarna hij overstapte naar TSV 1860 München, dan spelend in de 2. Bundesliga. Hier kwam Aigner in drie seizoenen bijna honderd competitiewedstrijden in actie. Hij kreeg in 2012 vervolgens een nieuwe kans in de Bundesliga, nu bij het dan net gepromoveerde Eintracht Frankfurt.

## Statistieken
| Seizoen | Club                | Land             | Competitie          | Wed. | Doelp. |
| ------- | ------------------- | ---------------- | ------------------- | ---- | ------ |
| 2006/07 | Wacker Burghausen   | Duitsland        | 2. Bundesliga       | 28   | 5      |
| 2007/08 | Arminia Bielefeld   | Duitsland        | Bundesliga          | 0    | 0      |
| 2008/09 | Arminia Bielefeld   | Duitsland        | Bundesliga          | 5    | 0      |
| 2008/09 | TSV 1860 München    | Duitsland        | 2. Bundesliga       | 14   | 0      |
| 2009/10 | TSV 1860 München    | Duitsland        | 2. Bundesliga       | 25   | 8      |
| 2010/11 | TSV 1860 München    | Duitsland        | 2. Bundesliga       | 27   | 4      |
| 2011/12 | TSV 1860 München    | Duitsland        | 2. Bundesliga       | 30   | 11     |
| 2012/13 | Eintracht Frankfurt | Duitsland        | Bundesliga          | 34   | 9      |
| 2013/14 | Eintracht Frankfurt | Duitsland        | Bundesliga          | 28   | 4      |
| 2014/15 | Eintracht Frankfurt | Duitsland        | Bundesliga          | 28   | 9      |
| 2015/16 | Eintracht Frankfurt | Duitsland        | Bundesliga          | 32   | 3      |
| 2016/17 | TSV 1860 München    | Duitsland        | 2. Bundesliga       | 26   | 3      |
| 2017    | Colorado Rapids     | Verenigde Staten | Major League Soccer | 9    | 2      |
| 2018    | Colorado Rapids     | Verenigde Staten | Major League Soccer | 1    | 0      |
| 2018/19 | KFC Uerdingen 05    | Duitsland        | 3.Liga              | 15   | 6      |
| Totaal  | Totaal              | Totaal           | Totaal              | 302  | 64     |